# Stenotarsus discipennis
Stenotarsus discipennis es una especie de coleóptero de la familia Endomychidae.

## Distribución geográfica
Habita en Guatemala, México y Costa Rica.